# 주오·소부선
주오·소부선(일본어: 中央・総武線 주오・소부센[*])은 일본 도쿄도 미타카시의 미타카역에서 지바현 지바시 주오 구의 지바역 간을 잇는 동일본 여객철도 주오 본선 및 소부 본선 상의 운행 계통이다. 미타카역 ~ 오차노미즈역 간은 주오 본선, 오차노미즈역 ~ 지바역 간은 소부 본선에 해당한다. 여객 안내 상으로는 '주오·소부 선', '주오·소부 선 (각역정차)', '주오 선·소부 선 각역정차' 또는 노선을 아예 분리하여 '주오 선 각역정차'와 '소부 선 각역정차' 등으로 안내하고 있다. 미타카~나카노 구간은 도쿄 메트로 도자이선 공용 구간이다.

## 개요
도쿄 지구의 전철 특정 구간의 운행 계통 중 하나로 도쿄의 도심부를 동서로 관통하여 동쪽으로는 도쿄의 침상 도시 역할을 하고 있는 지바현 서부의 각도시를 경유하여 현청 소재지인 지바시까지, 서쪽으로는 도쿄도 중부의 미타카시까지 뻗어있는 통근 노선이다. 주행하는 전동차 내부나, 여객 안내 등에 사용되는 노선 색은 노란색 (■, 카나리아 옐로, 구 일본국유철도 황색 계통 1호색)으로 여기서 유래하여 도쿄 근교권에서는 주오·소부 완행선을 '황색의 전차', '노란 전차'라는 별명으로 부른다.
운행 구간은 주오 본선 복복선 구간 중 완행선 (미타카역 ~ 오차노미즈역) 구간, 오차노미즈역에서 긴시초역까지의 소부 지선의 복선 구간 및 소부 본선 복복선 구간의 완행선 (긴시초역 ~ 지바역) 구간에 해당한다. 다만, 주오 본선 중 신주쿠역 ~ 요요기역 간은 엄연히는 야마노테 선에 속한다. 복복선 구간에서는 주오 쾌속선, 소부 쾌속선이 병행하여 운행하지만 일부를 제외하고는 방향별 복복선 형태를 취하고 있어서 주오 본선 구간의 조조와 심야를 제외하고는 접속을 고려하지 않은 독립적인 운행 형태로 이루어져 있다. 신주쿠에서 아키바하라까지는 '도쿄 야마노테 선내 구간'으로 구간 바깥보다 운임이 싸다.
소부 선 구간에서는 혼잡이 매우 심한 반면 주오 선 구간에서 병행하는 쾌속 열차를 이용하는 승객들이 많기 때문에 꽤 한산하여 주오 완행선 구간은 일본 수도권의 통근 노선 중 가장 한산한 노선으로 손꼽힌다. 일본 국토교통성의 조사에 따르면 2007년도의 최고 혼잡 구간의 러시아워 혼잡율은 주오 쾌속선의 198%에 비해 완행선은 91% (요요기 ~ 센다가야) 정도로, 31곳의 조사 구간 중 유일하게 혼잡율이 100% 미만이다. 하지만 쾌속선이 사고 등으로 불통이 되었을 때는 승객들이 완행선으로 몰리기 때문에 비정상적으로 혼잡해진다.

## 운행 형태
| 소부 본선                                                                                              | 지바           | ● | ●  |  |
| 소부 본선                                                                                              | 니시치바       | ● | ｜ |  |
| 소부 본선                                                                                              | 이나게         | ● | ●  |  |
| 소부 본선                                                                                              | 신케미가와     | ● | ｜ |  |
| 소부 본선                                                                                              | 마쿠하리       | ● | ｜ |  |
| 소부 본선                                                                                              | 마쿠하리혼고   | ● | ｜ |  |
| 소부 본선                                                                                              | 쓰다누마       | ● | ●  |  |
| 소부 본선                                                                                              | 히가시후나바시 | ● | ｜ |  |
| 소부 본선                                                                                              | 후나바시       | ● | ●  |  |
| 소부 본선                                                                                              | 니시후나바시   | ● | ｜ |  |
| 소부 본선                                                                                              | 시모사나카야마 | ● | ｜ |  |
| 소부 본선                                                                                              | 모토야와타     | ● | ｜ |  |
| 소부 본선                                                                                              | 이치카와       | ● | ●  |  |
| 소부 본선                                                                                              | 고이와         | ● | ｜ |  |
| 소부 본선                                                                                              | 신코이와       | ● | ●  |  |
| 소부 본선                                                                                              | 히라이         | ● | ｜ |  |
| 소부 본선                                                                                              | 가메이도       | ● | ｜ |  |
| 소부 본선                                                                                              | 긴시초         | ● | ●  |  |
| 소부본선 지선                                                                                          | 료고쿠         | ● |    |  |
| 소부본선 지선                                                                                          | 아사쿠사바시   | ● |    |  |
| 소부본선 지선                                                                                          | 아키하바라     | ● |    |  |
| 주오 본선                                                                                              | 오차노미즈     | ● | ●  |  |
| 주오 본선                                                                                              | 스이도바시     | ● | ｜ |  |
| 주오 본선                                                                                              | 이다바시       | ● | ｜ |  |
| 주오 본선                                                                                              | 이치가야       | ● | ｜ |  |
| 주오 본선                                                                                              | 요쓰야         | ● | ●  |  |
| 주오 본선                                                                                              | 시나노마치     | ● | ｜ |  |
| 주오 본선                                                                                              | 센다가야       | ● | ｜ |  |
| 주오 본선                                                                                              | 요요기         | ● | ｜ |  |
| 주오 본선                                                                                              | 신주쿠         | ● | ●  |  |
| 주오 본선                                                                                              | 오쿠보         | ● | ｜ |  |
| 주오 본선                                                                                              | 히가시나카노   | ● | ｜ |  |
| 주오 본선                                                                                              | 나카노         | ● | ●  |  |
| 주오 본선                                                                                              | 고엔지         | ● | ▲  |  |
| 주오 본선                                                                                              | 아사가야       | ● | ▲  |  |
| 주오 본선                                                                                              | 오기쿠보       | ● | ●  |  |
| 주오 본선                                                                                              | 니시오기쿠보   | ● | ▲  |  |
| 주오 본선                                                                                              | 기치조지       | ● | ●  |  |
| 주오 본선                                                                                              | 미타카         | ● | ●  |  |
| 범례 - 각역: 각역정차 - 소쾌: 소부 선 쾌속 - 주쾌: 주오 선 쾌속 - ▲: 주오 선 쾌속 열차가 주말에는 통과 |                |   |    |  |

보통 아래의 역에서 시종착하는 형태로 운전되고 있다.
주오 본선
나카노역·미타카역(무사시코가네이역·고쿠분지역·다치카와역)
소부 본선
지바역·쓰다누마역·니시후나바시역·오차노미즈역
- 진한 글씨는 주로 운용되는 행선이다.

오차노미즈역을 기준으로 서쪽이 주오 본선, 동쪽이 소부 본선이다. 때문에 게이힌 도호쿠 선처럼 상행과 하행의 개념이 존재하지 않으며 대신 지바 방면은 동행(일본어: 東行 히가시유키[*]), 미타카 방면은 서행(일본어: 西行 니시유키[*])로 안내된다. 완행선의 신주쿠역 시발 막차는 오전 1시 1분 발 미타카 행이다. 이는 신주쿠역을 떠나는 시간이 가장 더디며 동시에 1시 대에 발차하는 유일한 열차이기도 하다.

### 시간표 운용

#### 주오·소부 선 각역정차
주오 선과 소부 선의 직결 운행은 도쿄역에서 발착하는 주오 선 각역정차가 운전되는 일부 시간대를 제외하고 항상 실시하고 있다. 평일 하루 중의 운행 편수는 지바 시종착, 쓰다누마 시종착이 각 11분 사이클 (쓰다누마역 ~ 나카노역 간에서 시간당 11편, 5~6분 당 1편)으로 운행되고 있다. 또, 나카노 시종착 열차는 시간당 7편으로 나머지 4편이 미타카 시종착이다. 또 나카노역 ~ 미타카역 간에서는 지하철 도자이 선 직통 열차도 시간당 4편 운전되고 있다. 평일의 경우 러시아워에는 쓰다누마역 ~ 니시후나바시역 간에서도 지하철 도자이 선 직통이 이루어지고 있다.
토요일과 휴일의 경우 쓰다누마역 ~ 나카노역 간의 운행 편수는 시간당 12편으로 간격은 5분이다. 쓰다누마 시종착과 지바 시종착이 번갈아 운전되는 경우는 평일과 다르지 않지만 나카노 시종착이 시간당 4편 (15분 간격)으로 줄어들고 대신 미타카 시종착이 8편으로 늘어난다. 지하철 도자이 선 직통 열차는 평일과 동일하게 시간당 4편이다. 나카노역 ~ 미타카역 간의 운행 편수가 평일과 크게 다른데 이는 토요일 및 휴일 쾌속이 고엔지, 아사가야, 니시오기쿠보를 통과하기 때문이다.
덧붙여 대규모 공사나 연말 연시 막차 운행 등 주오 쾌속선이 운휴하는 경우에는 오차노미즈역 ~ 미타카역 간에서 도쿄 발착 주오 선 각역정차가 운행되기도 한다. (정기적으로는 조조와 심야 시간대)

#### 도쿄 지하철 도자이 선 직통 열차
도쿄 지하철 도자이 선과 상호 직통 운전을 행하여 주오 선 구간에서는 나카노역 ~ 미타카역 간, 소부 선 구간에서는 니시후나바시역 ~ 쓰다누마역 간이 각각 상호 직결 운행 구간에 해당한다. 소부 선 구간은 러시아워 시간대에만 운전되지만 주오 선 구간은 조조와 심야를 제외하고 시간 당 운행 편수의 약 절반 정도가 도자이 선으로 직결 운행하고 있다. 도자이 선 쾌속 열차가 도요 고속철도 도요 고속선과도 직결 운행을 하고 있지만 도요 고속철도 차량이 주오 완행선으로 입선하는 경우는 없다. 따라서 도자이 선 일부 쾌속 열차는 나카노에서 방향을 전환하기도 한다.

#### 조조와 심야 시간대의 주오 선 각역정차
조조와 심야 시간대에는 주오 선과 소부 선의 직통 운전이 이루어지지 않으며 주오 선은 도쿄역에서, 소부 선은 오차노미즈역에서 회차 운행이 이루어진다. 이때 주오 선은 쾌속용인 동일본 여객철도 E233계 전동차가 사용되어 미타카 이서 구간에서도 운전된다. 또 주오 선 각역정차가 운전되는 시간대를 전후하여 아침의 동행 및 야간의 서행만 운전되는 주오 선 무사시코가네이역이나 다치카와역에서 시종착하는 주오·소부 선 직통 열차는 완행선용 차량이 이용된다.

### 우등 열차 등
신주쿠역에서 소부 본선 (조시 방면)·나리타선·우치보선·소토보선 방면으로 운행되는 열차나 지바역에서 주오 본선으로 운행되는 열차는 나리타 익스프레스를 제외하고 오차노미즈역 ~ 긴시초역을 경유한다. 이 구간을 운행하고 있는 각역정차의 운전 밀도가 높기 때문에 우등 열차가 운행되는 경우는 휴일의 정기 열차 (신주쿠와카시오·신주쿠사자나미 호)나 임시 열차 등 극소수이다.

## 역사
1923년의 간토 대지진 이전의 소부 본선은 료고쿠바시 역을 기점으로 하고 있어, 도쿄를 기점으로 하는 일본국유철도 중에서는 스미다강(스미다가와강) 동안에 종착역을 보유하고 있는 유일한 노선이었다. 그러나 대지진 이전부터 많은 이용객이 스미다가와강을 건너는 도쿄 시 전차를 이용하고 있어 혼잡이 현저했기 때문에 대지진 이후 재건 계획이 이루어질 당시 료고쿠바시 역과 도심을 잇는 노선을 건설하여 동시에 주오 본선과 연계할 계획을 세워 료고쿠역 ~ 오차노미즈역 간의 고가 노선과 오차노미즈역 ~ 나카노 간의 노선 확장 (복복선화) 건설을 진행하여 전자는 1932년에, 후자는 이듬해인 1933년에 완성되었다. 덧붙여 이 구간을 완성한 후 1943년에는 주오 본선의 만세이바시 역이 폐지되었다.
료고쿠역 ~ 오차노미즈역의 고가 노선과 오차노미즈역 ~ 나카노 간의 복복선화가 이상의 경위로 설치된 것에 비해 그 외의 선로 증축 구간은 1960년대 일본국유철도에 의해 이루어진 일명 '통근 5방면 대작전'으로 불리는 수도권 통근 수송 개선 계획의 일환으로 계획되었다. 주오 본선 측의 복복선화 사업은 1966년에 나카노역에서 오기쿠보역까지, 1969년에 미타카역까지 완료되어 현재의 주오·소부 선의 형태가 완성되었다. 그 사이 1963년에는 야마노테 선에서 일본국유철도 103계 전동차의 신설 투입이 진행됨에 따라 일본국유철도 101계 전동차가 완행선의 주축을 이루게 되었다.
소부 본선 측은 1972년 7월 15일에 도쿄역에서 긴시초역까지의 신설과 긴시초역에서 쓰다누마역까지의 복복선화에 따라 쾌속 전차를 분리하여 이 때까지 시간당 1~2편 정도밖에 운행하지 않았던 나카노역 시종착 쾌속이 폐지되었다. 쓰다누마역에서 지바역까지는 복선이었기 때문에 쾌속과 같이 사용하였으나 이 또한 1981년 이후 분리되어 현행의 운행 형태가 완성되었다. 1982년에는 101계의 교체를 위해 일본국유철도 201계 전동차가 도입되었고, 2000년에는 다시 이들을 교체하기 위해 동일본 여객철도 E231계 전동차 900번대가 투입되었다.

## 차량

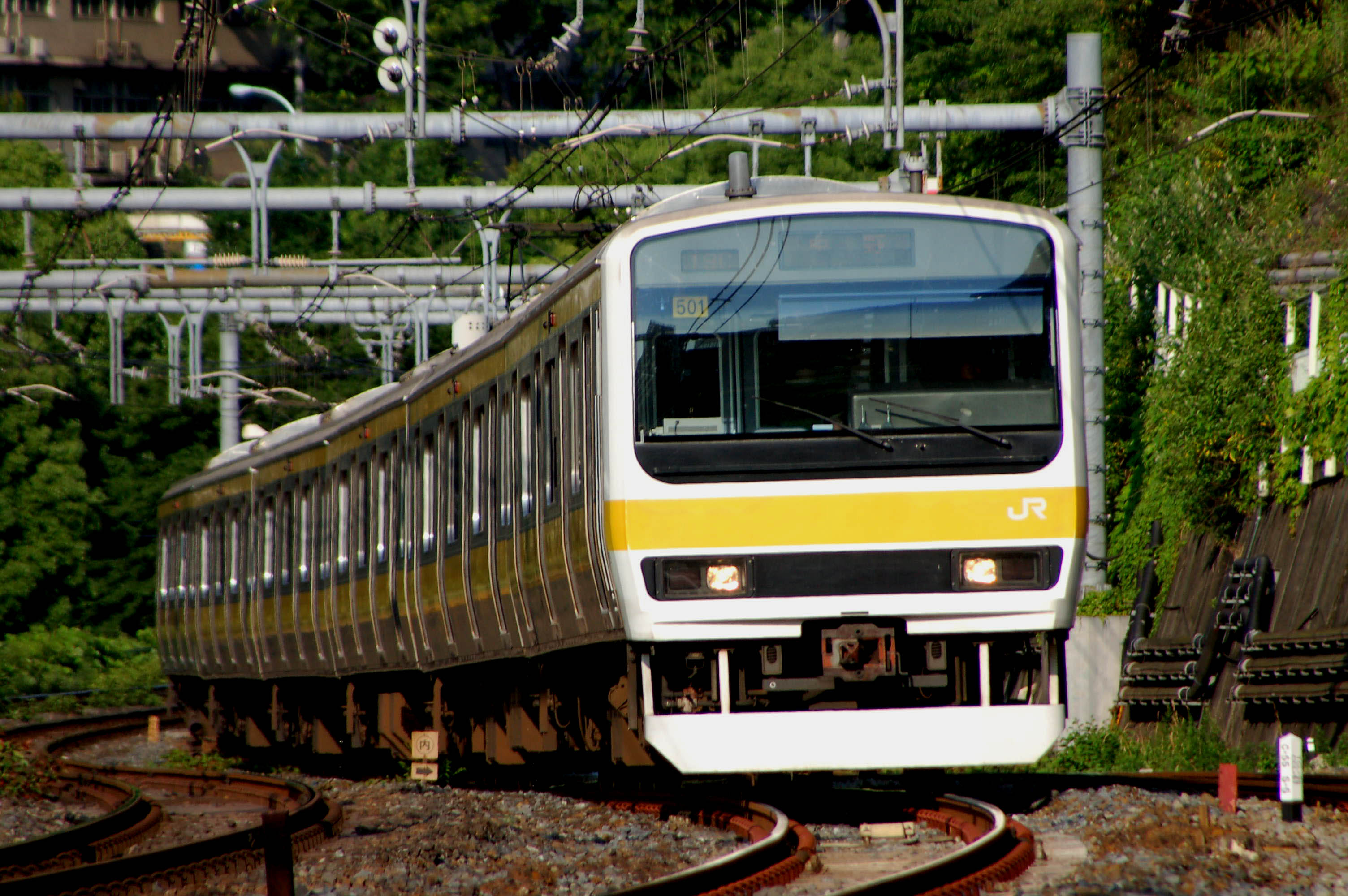
209계 전동차의 500번대

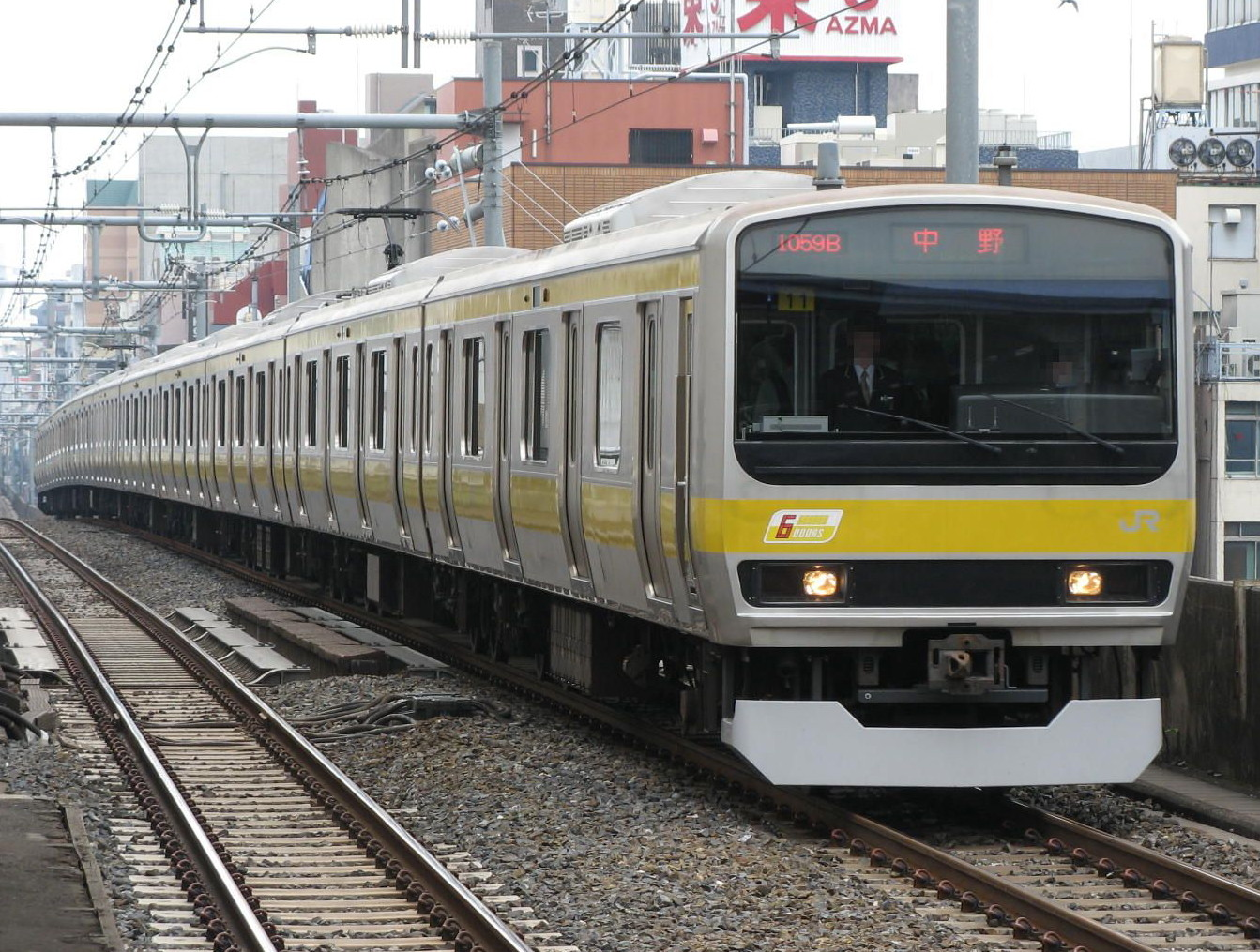
E231계

모두 전동차이다. 현재 사용하고 있는 차량은 일부 6도어 차량을 제외하고는 모두 편방향 4도어 차량으로 10량 편성 형태로 짜여 있다.

### 주오·소부 선 각역정차
- 동일본 여객철도 209계 전동차 500번대 (1998년 12월 29일 ~ )
- 동일본 여객철도 E231계 전동차 900번대,0번대 및 209계 전동차 950번대[2](2000년 3월 13일 ~ )

### 도쿄 메트로 직통 차량
- 동일본 여객철도 E231계 전동차 800번대 (2003년 5월 1일 ~ )
- 도쿄 지하철 05계 전동차 (1988년 ~ )
- 도쿄 지하철 07계 전동차 (2007년 3월 5일 ~ )
- 도쿄 지하철 15000계 전동차

## 역 목록
| 역 번호 | 역명           | 일어 역명 | 로마자 역명       | 소 쾌 | 주 쾌 | 접속 노선 | 역간 거리    | 누적 거리   | 소재지      | 소재지     | 소재지 |
| ------- | -------------- | --------- | ----------------- | --- | --- | --- | ------------ | ----------- | ----------- | ---------- | ------ |
| JB 39   | 지바           | 千葉      | Chiba             | ● | | ■ 소토보 선, ■ 나리타선 (JO 28), 소부 쾌속선 (JO 28), ■ 소부 본선 (JO 28) 지바 도시 모노레일 1호선 (CM 03), 지바 도시 모노레일 2호선 (CM 03) 게이세이 전철 지바 선 (게이세이지바 역, KS 59) | 0.0          | 0.0         | 지바현      | 지바시     | 주오구 |
| JB 38   | 니시치바       | 西千葉    | Nishi-Chiba       | │ | | 1.4 | 1.4          |             | 지바현      | 지바시     | 주오구 |
| JB 37   | 이나게         | 稲毛      | Inage             | ● | 1.9 | 3.3 | 이나게구     |             | 지바현      | 지바시     |        |
| JB 36   | 신케미가와     | 新検見川  | Shin-Kemigawa     | │ | 2.7 | 6.0 | 하나미가와구 |             | 지바현      | 지바시     |        |
| JB 35   | 마쿠하리       | 幕張      | Makuhari          | │ | 게이세이 전철 지바 선 (게이세이마쿠하리 역, KS 53) | 1.6 | 하나미가와구 | 7.6         | 지바현      | 지바시     |        |
| JB 34   | 마쿠하리혼고   | 幕張本郷  | Makuhari-Hongō    | │ | 게이세이 전철 지바 선 (KS 52) | 2.0 | 하나미가와구 | 9.6         | 지바현      | 지바시     |        |
| JB 33   | 쓰다누마       | 津田沼    | Tsudanuma         | ● | 신케이세이 전철 신케이세이 선 (신쓰다누마 역, SL 23) | 2.9 | 12.5         | 나라시노시  | 나라시노시  |            |        |
| JB 32   | 히가시후나바시 | 東船橋    | Higashi-Funabashi | │ | | 1.7 | 14.2         | 후나바시시  | 후나바시시  |            |        |
| JB 31   | 후나바시       | 船橋      | Funabashi         | ● | 도부 철도 노다 선 (TD-35), 게이세이 전철 본선 (게이세이후나바시 역, KS 22) | 1.8 | 16.0         | 후나바시시  | 후나바시시  |            |        |
| JB 30   | 니시후나바시   | 西船橋    | Nishi-Funabashi   | │ | 무사시노 선 (JM 10), 게이요 선, 도요 고속철도 도요 고속선 (TR 01) 도쿄 지하철 도자이 선 (T-23, 일부 직결 운행) | 2.6 | 18.6         | 후나바시시  | 후나바시시  |            |        |
| JB 29   | 시모사나카야마 | 下総中山  | Shimōsa-Nakayama  | │ | | 1.6 | 20.2         | 후나바시시  | 후나바시시  |            |        |
| JB 28   | 모토야와타     | 本八幡    | Motoyawata        | │ | 도쿄 도 교통국 지하철 신주쿠 선 (S-21) | 1.6 | 21.8         | 이치카와시  | 이치카와시  |            |        |
| JB 27   | 이치카와       | 市川      | Ichikawa          | ● | | 2.0 | 23.8         | 이치카와시  | 이치카와시  |            |        |
| JB 26   | 고이와         | 小岩      | Koiwa             | │ | 2.6 | 26.4 | 도쿄도       | 에도가와구  | 에도가와구  |            |        |
| JB 25   | 신코이와       | 新小岩    | Shin-Koiwa        | ● | 2.8 | 29.2 | 도쿄도       | 가쓰시카구  | 가쓰시카구  |            |        |
| JB 24   | 히라이         | 平井      | Hirai             | │ | 1.8 | 31.0 | 도쿄도       | 에도가와 구 | 에도가와 구 |            |        |
| JB 23   | 가메이도       | 亀戸      | Kameido           | │ | 도부 철도 가메이도 선 (TS-44) | 1.9 | 도쿄도       | 32.9        | 고토구      | 고토구     |        |
| JB 22   | 긴시초         | 錦糸町    | Kinshichō         | ● | 소부 쾌속선 (도쿄 방면, JO 22), 도쿄 지하철 한조몬 선 (Z-13) | 1.5 | 도쿄도       | 34.4        | 스미다구    | 스미다구   |        |
| JB 21   | 료고쿠         | 両国      | Ryōgoku           | | 도쿄 도 교통국 지하철 오에도 선 (E-12) | 1.5 | 도쿄도       | 35.9        | 스미다구    | 스미다구   |        |
| JB 20   | 아사쿠사바시   | 浅草橋    | Asakusabashi      | 도쿄 도 교통국 지하철 아사쿠사 선 (A-16) | 0.8 | 36.7 | 도쿄도       | 다이토구    | 다이토구    |            |        |
| JB 19   | 아키하바라     | 秋葉原    | Akihabara         | 야마노테 선 (JY 03), 게이힌 도호쿠 선 (JK 28), 도쿄 지하철 히비야 선 (H-16) TX 수도권 신도시 철도 쓰쿠바 익스프레스 (01) 도쿄 도 교통국 지하철 신주쿠 선 (이와모토초 역, S-08) | 1.1 | 37.8 | 도쿄도       | 지요다구    | 지요다구    |            |        |
| JB 18   | 오차노미즈     | 御茶ノ水  | Ochanomizu        | ● | 주오 쾌속선 (도쿄 방면, JC 03), 도쿄 지하철 마루노우치 선 (M-20) 도쿄 지하철 지요다 선 (신오차노미즈 역, C-12) | 0.9 | 도쿄도       | 지요다구    | 지요다구    | 38.7       |        |
| JB 17   | 스이도바시     | 水道橋    | Suidōbashi        | │ | 도쿄 도 교통국 지하철 미타 선 (I-11) | 0.8 | 도쿄도       | 지요다구    | 지요다구    | 39.5       |        |
| JB 16   | 이다바시       | 飯田橋    | Iidabashi         | │ | 도쿄 지하철 도자이 선 (T-06), 도쿄 지하철 난보쿠 선 (N-10) 도쿄 지하철 유라쿠초 선 (Y-13), 도쿄 도 교통국 지하철 오에도 선 (E-06) | 0.9 | 도쿄도       | 지요다구    | 지요다구    | 40.4       |        |
| JB 15   | 이치가야       | 市ヶ谷    | Ichigaya          | │ | 도쿄 지하철 난보쿠 선 (N-09), 도쿄 지하철 유라쿠초 선 (Y-14) 도쿄 도 교통국 지하철 신주쿠 선 (S-04) | 1.5 | 도쿄도       | 지요다구    | 지요다구    | 41.9       |        |
| JB 14   | 요쓰야         | 四ッ谷    | Yotsuya           | ● | 도쿄 지하철 마루노우치 선 (M-12), 도쿄 지하철 난보쿠 선 (N-08) | 0.8 | 도쿄도       | 42.7        | 신주쿠구    | 신주쿠구   |        |
| JB 13   | 시나노마치     | 信濃町    | Shinanomachi      | │ | | 1.3 | 도쿄도       | 44.0        | 신주쿠구    | 신주쿠구   |        |
| JB 12   | 센다가야       | 千駄ケ谷  | Sendagaya         | │ | 0.7 | 44.7 | 도쿄도       | 시부야구    | 시부야구    |            |        |
| JB 11   | 요요기         | 代々木    | Yoyogi            | │ | 야마노테 선 (JY 18), 도쿄 도 교통국 지하철 오에도 선 (E-26) | 1.0 | 도쿄도       | 시부야구    | 시부야구    | 45.7       |        |
| JB 10   | 신주쿠         | 新宿      | Shinjuku          | ● | 야마노테 선 (JY 17), 사이쿄 선 (JA 11), 쇼난 신주쿠 라인 (JS 20) 오다큐 전철 오다와라 선 (OH 01), 게이오 전철 게이오 선·신선 (KO 01) 도쿄 지하철 마루노우치 선 (M-08), 도쿄 도 교통국 지하철 신주쿠 선 (S-01) 도쿄 도 교통국 지하철 오에도 선 (신주쿠역, E-27 / 신주쿠니시구치 역, E-01) 세이부 철도 신주쿠 선 (세이부 신주쿠 역, SS 01) | 0.7 | 도쿄도       | 46.4        | 신주쿠 구   | 신주쿠 구  |        |
| JB 09   | 오쿠보         | 大久保    | Ōkubo             | │ | | 1.4 | 도쿄도       | 47.8        | 신주쿠 구   | 신주쿠 구  |        |
| JB 08   | 히가시나카노   | 東中野    | Higashi-Nakano    | │ | 도쿄 도 교통국 지하철 오에도 선 (E-31) | 1.1 | 도쿄도       | 48.9        | 나카노구    | 나카노구   |        |
| JB 07   | 나카노         | 中野      | Nakano            | ● | 도쿄 지하철 도자이 선 (T-01, 직결 운행) | 1.9 | 도쿄도       | 50.8        | 나카노구    | 나카노구   |        |
| JB 06   | 고엔지         | 高円寺    | Kōenji            | ▲ | | 1.4 | 도쿄도       | 52.2        | 스기나미구  | 스기나미구 |        |
| JB 05   | 아사가야       | 阿佐ヶ谷  | Asagaya           | ▲ | 1.2 | 53.4 | 도쿄도       |             | 스기나미구  | 스기나미구 |        |
| JB 04   | 오기쿠보       | 荻窪      | Ogikubo           | ● | 도쿄 지하철 마루노우치 선 (M-01) | 1.4 | 도쿄도       | 54.8        | 스기나미구  | 스기나미구 |        |
| JB 03   | 니시오기쿠보   | 西荻窪    | Nishi-Ogikubo     | ▲ | | 1.9 | 도쿄도       | 56.7        | 스기나미구  | 스기나미구 |        |
| JB 02   | 기치조지       | 吉祥寺    | Kichijōji         | ● | 게이오 전철 이노카시라 선 (IN 17) | 1.9 | 도쿄도       | 58.6        | 무사시노시  | 무사시노시 |        |
| JB 01   | 미타카         | 三鷹      | Mitaka            | ● | 주오 쾌속선 (다카오 방면, JC 12) | 1.6 | 도쿄도       | 60.2        | 미타카시    | 미타카시   |        |

## 같이 보기
- 주오 본선
  - 주오 쾌속선
- 소부 본선
  - 소부 쾌속선
- 도쿄 메트로 도자이 선